# La Pobleta de Bellveí

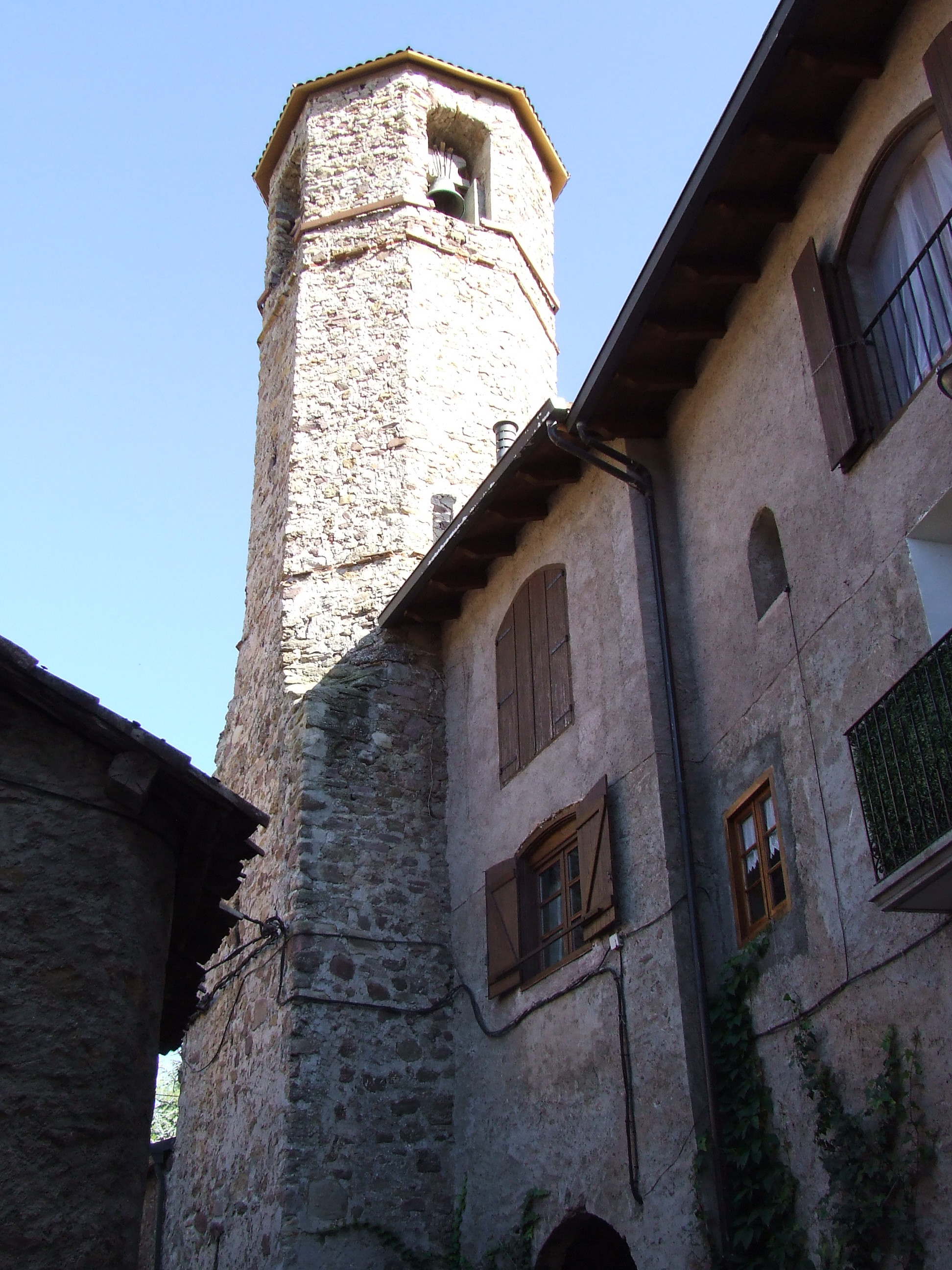
La Torre de la iglesia de San Feliu de La Pobleta de Bellveí.

Pobleta de Bellvehí(oficialmente en catalán La Pobleta de Bellveí) es un pueblo del municipio de Torre de Capdella, en el Pallars Jussá de la provincia de Lérida; había sido cabeza de un municipio propio, antes de 1970. En aquel año se agruparon los municipios de Monrós, Pobleta de Bellvehí y el término primigenio de Torre de Capdella, para formar el municipio actual, que conserva el nombre del último de los tres.
Está situado en el fondo del valle del Flamisell y al pie de la carretera L-503, casi en el extremo sur del término municipal actual. De fácil acceso, a unos 3 km al noreste de Senterada y a 10 de la Torre de Cabdella.
La iglesia parroquial de la villa está dedicada a San Félix. está situada en el centro de la villa. Dentro del núcleo de población, además, había tenido la capilla de santa Magdalena, desaparecida en 1972.
Pobleta de Bellvehí es una población erguida en la parte final de la Edad Media. Presenta una trama urbana de planta rectangular, regular, con una sola calle central y un par de callejones. Esta disposición corresponde a finales de la época medieval, coincidente con el despoblamiento de la villa vieja de Bellvehí. En el ángulo noreste, además, presenta un segundo recinto amurallado, que contiene la iglesia parroquial de San Félix.

## Etimología
La Pobleta de Bellveí o Pobleta de Bellvehí es un topónimo bastante fácil de explicar a partir de las mismas palabras que lo forman. Había existido la villa de Bellvehí, que se fue abandonando debido a su situación (muy útil en época medieval, por necesidades de defensa, pero ya incómoda en el paso hacia la Edad Moderna). Con el abandono del viejo Bellvehí, fue naciendo la Pobleta, con el diminutivo porque no llegó nunca al volumen que, por ejemplo, fue adquiriendo la Puebla de Segur.

## Historia
El origen de Pobleta de Bellvehí, fue la antigua villa de Bellvehí, cuyas ruinas se encuentran en un cerro a 1.036,1 metros de altitud, situado a levante de Pobleta de Bellvehí a 1,4 km de distancia en línea recta. Es de difícil acceso, pero hay senderos que conducen, remontando desde Pobleta de Bellvehí, la sierra del Tossal del Botgegal, cerca del cual se encuentra Bellvehí.
El pueblo de Bellvehí, y su iglesia parroquial dedicada a san Juan y san Vicente, está ampliamente documentada en los siglos  XI y  XII, y comienza a descender en los siglos siguientes, que es cuando se forma Pobleta de Bellvehí en la parte llana del término. La vieja iglesia parroquial consta que se derribó el 9 de junio de 1421. El 1359 ya consta la Pobleta con 9 fuegos (unos 45 habitantes).
A lo largo de la historia, el señorío de La Pobleta de Bellveí ha cambiado de señores varias veces. A finales del siglo XIV, esta villa consta con 9 fuegos (unos 45 habitantes) bajo dominio de los condes de Pallars. En cambio, a mediados del siglo XVII, era de los vizcondes de Toralla quien tenía el dominio. Como el resto de posesiones de los de Toralla, por matrimonio pasó a Sentmenat, que en el siglo XIX ya lo habían enajenado a favor de los Bellvehí-Ortéu, importante familia de la Puebla de Segur. En 1831 consta en manos de estos señores, y Pobleta de Bellvehí consta con 223 habitantes.
Muy cerca de Pobleta de Bellvehí tuvo lugar una importante victoria de los liberales de Gurrea sobre los carlistas en el transcurso de la primera guerra carlista, a finales del 1836.

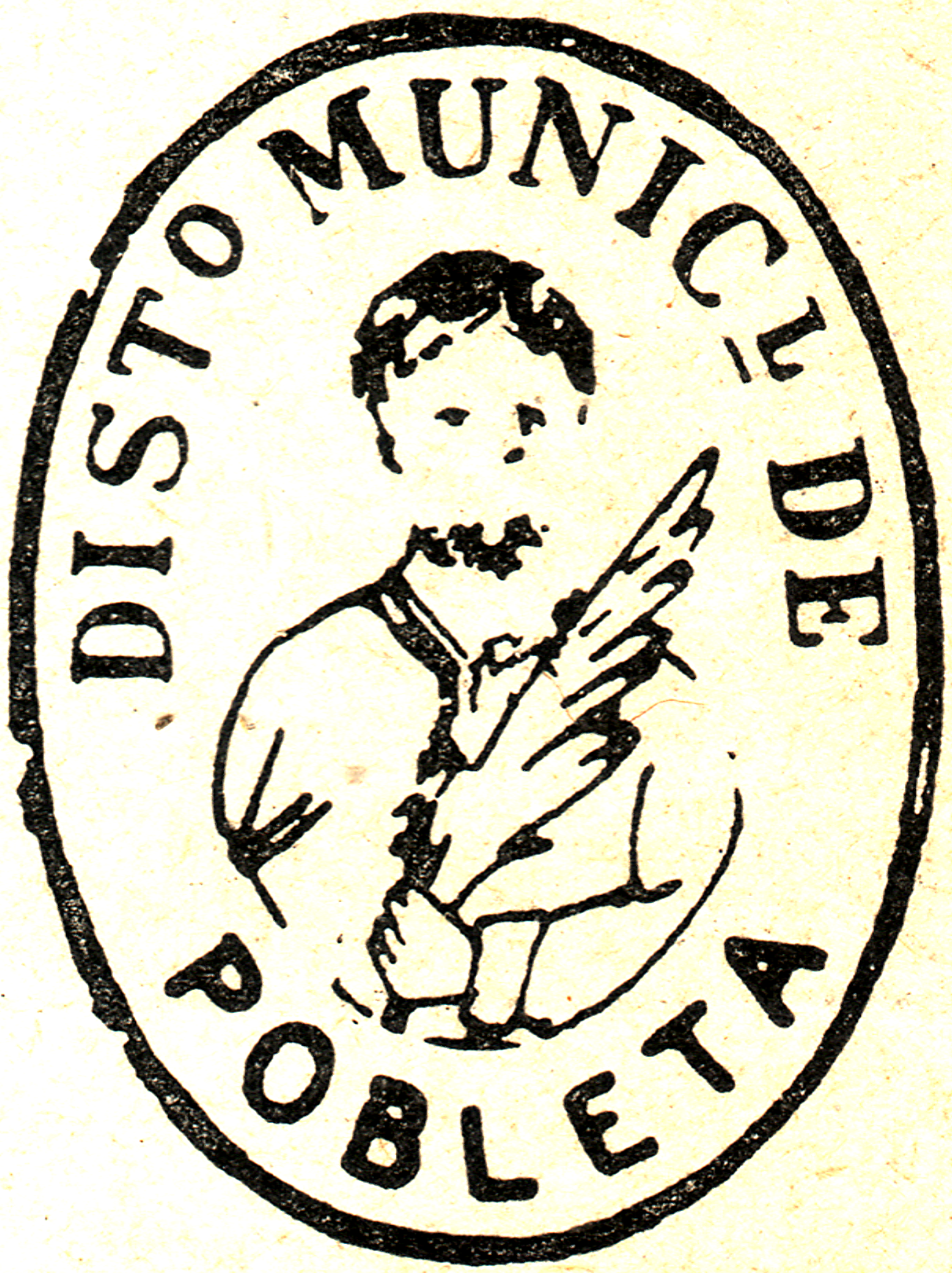
Sello de la Pobleta de Bellveí anterior al año 1910.

Pascual Madoz habla de Pobleta de Bellvehí en su Diccionario geográfico... del 1845:

Situada en una llanura, junto al Flamisell, su clima es sano y templado, combatido por los vientos del norte y a veces los del este. Había 50 casas, la del ayuntamiento, cárcel, y un magnífico edificio propio del señor Jacinto Ortells, en aquel momento perteneciente al estado. Había iglesia parroquial y una ermita dedicada a santa Magdalena. El término comprende las ruinas de la villa de Bellveí y de un convento de trinitarios en Serraspina. El terreno es de muy buena calidad, y hay pastos naturales. Se producía trigo, judías de regadío, cáñamo, patatas y manzanas, en abundancia, así como maíz, centeno, cebada y habas. El ganado que se criaba era ovejas, vacas, yeguas y mulas. Había mucha caza de perdices, liebres y conejos, y pesca de truchas y anguilas. De industrias, un molino harinero, cría de ganado (mulas), construcción de cestas y panadería. Dos tiendas abastecían la población. Había 13 vecinos (cabezas de familia) y 150 almas (habitantes).

El 1860 la Pobleta tenía un molino harinero en la misma población, y otro en Taurinyà.

## Geografía humana

### Demografía
| Gráfica de evolución demográfica de Pobleta de Bellvehí entre 1842 y 1960 |
| |
| Población de derecho según los censos de población del INE Población de hecho según los censos de población del INEEn este censo se denominaba Pobleta de Bellochi: 1842 En este censo se denominaba Pobleta de Bellbehí: 1860 Entre el censo de 1857 y el anterior, crece el término del municipio porque incorpora a 255023 (Antist), 255098 (Castell Estaho), 255148 (Emball), 255167 (Estavill) Entre el censo de 1970 y el anterior, este municipio desaparece porque se integra en el municipio 25227 (Torre de Capdellá) |

Ceferí Rocafort (op. cit.) Menciona que en la Pobleta de Bellveí había 78 edificios, con 221 habitantes, hacia el 1910. En 1970 tenía 105 habitantes, que habían bajado a 80 el 1981. En 2006 tiene 130, mostrando la misma recuperación que otros pueblos de la Vall Fosca.

## Fiestas y tradiciones

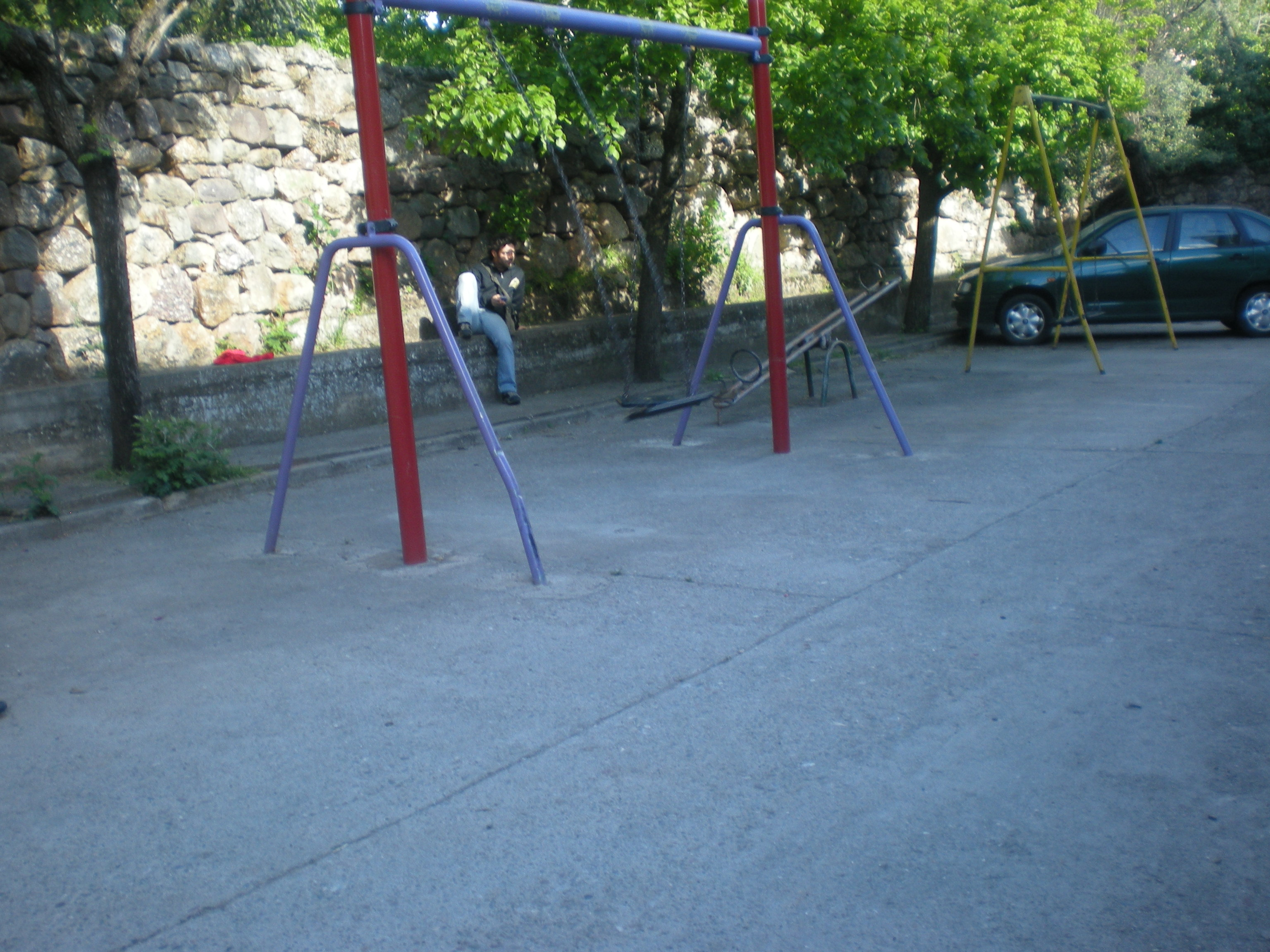
Columpios

Antiguamente era conocida por las ferias de ganado que se celebraban: Feria de sant Bartomeu o de los pollos, además de rebaños de ganado grande, y la feria grande o de sant Francesc (del 5 al 10 de octubre), con un día dedicado a cada tipo de animal. Una parte dedicada al comercio de ropa y cestas complementaba esta segunda feria. Actualmente la feria grande se sigue celebrando y se ha centrado especialmente en el ganado de montaña.
La Pobleta de Bellveí es una de las poblaciones pirenaicas que más han conservado fiestas y tradiciones de todo tipo, al largo del año, como bien recogen Joan Amades i Joan Bellmunt (op. cit.).

### Festividades
- 1 de agosto- Fiesta de Sant Feliu
- 3.er domingo de agosto- Fiesta mayor